# Sankt Klemens
Sankt Klemens is een plaats in de Deense regio Zuid-Denemarken, gemeente Odense. De plaats telt 3194 inwoners (2020). Het dorp omvat ook het gehucht Stenløse, waar de dorpskerk staat. Sankt Klemens is bijna opgeslokt door de stad Odense.

## Station

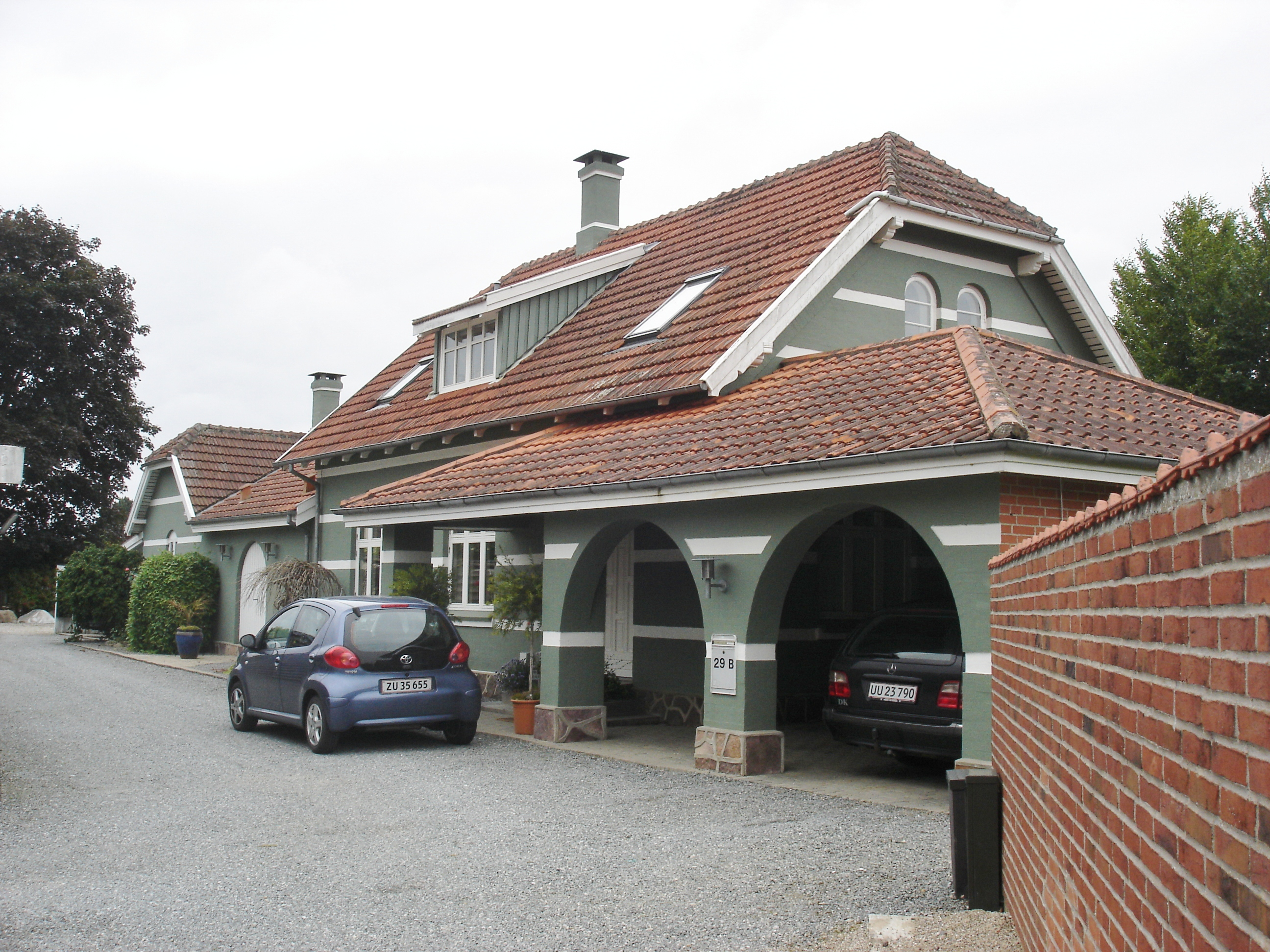
Voormalig station

Sankt Klemens ligt aan de voormalige spoorlijn Odense - Faaborg. De laatste trein reed in 1953, maar het vroegere stationsgebouw is nog aanwezig. 